# Bernard Franklin
Bernard Wallis Franklin (Londra, 10 novembre 1889 – Londra, 2 gennaio 1937) è stato un ginnasta britannico.

## Palmarès

### Olimpiadi
- 1 medaglia:
  - 1 bronzo (Stoccolma 1912 nel concorso a squadre)